# Darek
Darek (též Darko) je mužské křestní jméno slovanského původu. Primárně jde o domáckou podobu jména Božidar, vykládá se tedy jako dar boží. Rovněž může jít o domáckou podobu jmen perského původu Dario a Darius. Svátek spolu s tímto jménem slaví dne 9. listopadu.
Ženská podoba tohoto jména je Darka, k roku 2016 žilo v Česku sedm nositelek tohoto jména.

## Domácké podoby
Mezi domácké podoby jména Darek patří např. Dareček, Daroušek nebo Darin.

## Výskyt a obliba
V Česku se jméno Darek jako samostatné jméno (nikoliv pouhá domácká podoba) začalo vyskytovat až od 60. let 20. století. Během let 1964 – 2016 se počet nově narozených s tímto jménem udržoval na podobné míře, v rozmezí 1 až 15 nových nositelů. Pokaždé se narodil alespoň jeden chlapec s tímto jménem. Nejvíce se jich narodilo v roce 2016, což naznačuje, že by obliba jména mohla i nadále stoupat.
Jméno je velice rozšířeno v Polsku, kde žilo k roku 2014 přibližně 68 tisíc nositelů (94,8 % všech nositelů na světě) a jde o 108. nejčastější jméno. Tam ovšem jde o zdrobnělinu jména Dariusz, tudíž původ není stejný jako v Česku.

## Významné osobnosti
- Darek Foks – polský básník, prozaik a scenárista
- Darek Jedzok – český básník, prozaik, hudební skladatel a kytarista
- Darek Karp – polský přírodovědec, spisovatel a fotograf
- Darek Král – český skladatel divadelní hudby
- Darek Maciborek – polský rozhlasový novinář, jeden ze zakladatelů rádia RMF FM
- Darek Oleszkiewicz – polský jazzový kontrabasista
- Darek Orwat – polský malíř, performer, scénograf a kostýmní výtvarník
- Darek Šmíd – český autor povídek, redaktor a překladatel z angličtiny
- Darek Štalmach – český sportovní redaktor a hokejový publicista
- Darek Vostřel – český herec, zpěvák, scenárista, divadelní organizátor a manažer (vlastním jménem Božidar)

### Fiktivní postavy
- Darek Vágner – postava ze seriálu Ordinace v růžové zahradě